# Nato per cantare
Nato per cantare (I Love to Singa) è un film del 1936 diretto da Tex Avery. È un cortometraggio d'animazione della serie Merrie Melodies, uscito negli Stati Uniti il 18 luglio 1936. La trama del corto è ispirata al film Il cantante di jazz (1927) con protagonista Al Jolson, mentre la canzone che dà il titolo al cartone animato era stata scritta da Harold Arlen e Yip Harburg per il film The Singing Kid (1936) in cui era cantata proprio da Jolson. Dal 1999 viene distribuito col titolo Mi piace cantare.

## Trama
A casa del professor Fritz Owl, insegnante di musica classica, si schiudono quattro uova da cui nascono quattro gufetti. Il primo è un tenore che canta "Chi mi frena in tal momento" dalla Lucia di Lammermoor, il secondo è un violinista che suona il "Träumerei" dalle Scene infantili, il terzo è un flautista che si esibisce nella "Frühlingslied" dalle Romanze senza parole, mentre il quarto è un cantante di jazz, genere odiato dai genitori. Dopo aver tentato, senza successo, di fargli cantare "Drink to Me Only with Thine Eyes" accompagnato all'armonium dalla madre, Fritz caccia di casa il figlio. Quest'ultimo si imbatte in un concorso radiofonico per dilettanti condotto da Jack Bunny (gioco di parole su Jack Benny). Tra quelli rifiutati, un uccello che suona "Listen to the Mocking Bird" all'armonica, un merlo che suona "Nola" al sassofono, un uccello che suona "Turkey in the Straw" alla fisarmonica, un altro che canta "Ridi pagliaccio" (ma con testo diverso), una gallina che canta "I'm Forever Blowing Bubbles" e un uccello balbuziente che recita "Simple Simon". Battezzatosi Gufo Jolson (in originale "Owl Jolson", riferimento ad Al Jolson), il gufetto si mette a cantare "I Love to Singa". La madre lo sente alla radio e si reca allo studio con il resto della famiglia per riportarlo a casa. Jack Bunny, impressionato dall'esibizione, si accinge a premiare Gufo Jolson, ma quest'ultimo, vedendo la propria famiglia arrivata fuori dalla stanza, inizia a cantare "Drink to Me Only with Thine Eyes". Jack Bunny lo sta per cacciare, ma Fritz, riconoscendo il talento del figlio, interviene e canta "I Love to Singa" con tutta la famiglia. Gufo Jolson vince così il concorso.

## Distribuzione

### Edizione italiana
Il corto fu distribuito in Italia il 18 maggio 1967 nel programma Per qualche topolino in più; il doppiaggio fu diretto da Mario Nazzaro su dialoghi di Odoardo Fiory. Nel 1999, per la trasmissione televisiva, la Time Out Cin.ca ne eseguì un ridoppiaggio diretto da Massimo Giuliani. Non essendo stata registrata una colonna internazionale, in entrambi i casi fu sostituita la musica presente durante i dialoghi e le canzoni furono mantenute in inglese (sottotitolate nell'edizione DVD).

### Edizioni home video

#### VHS
America del Nord
- Porky! (1988)
- The Golden Age of Looney Tunes Volume 1: 1930s Musicals (1992)

#### Laserdisc
- Daffy! & Porky! (1988)
- The Golden Age of Looney Tunes (11 dicembre 1991)

#### DVD e Blu-ray Disc
Il corto fu pubblicato in DVD in America del Nord nel quarto disco della raccolta Looney Tunes Golden Collection: Volume 2 (intitolato Looney Tunes All-Stars: On Stage and Screen) distribuita il 2 novembre 2004; il DVD fu pubblicato in Italia il 16 marzo 2005 nella collana Looney Tunes Collection, col titolo All Stars: Volume 3. In America del Nord fu inserito anche nel secondo disco della raccolta DVD Looney Tunes Spotlight Collection Volume 2, uscita il 2 novembre 2004. Successivamente è stato inserito come contenuto speciale, in inglese sottotitolato, in tutte le edizioni home video di Happy Feet (fatta eccezione per l'edizione DVD a disco singolo uscita in Europa) e nelle edizioni DVD e Blu-ray Disc de Il cantante di jazz distribuite dalla Warner Home Video. Fu poi incluso (con un commento audio opzionale di Eric Goldberg) nel secondo disco della raccolta Looney Tunes Platinum Collection: Volume One, uscita in America del Nord in BD il 15 novembre 2011 e in DVD il 3 luglio 2012. In seguito è stato inserito anche nel secondo DVD della raccolta 50 cartoons da collezione - Looney Tunes della collana Il meglio di Warner Bros., uscita in America del Nord il 25 giugno 2013 e in Italia il 5 dicembre, e nei DVD Looney Tunes Musical Masterpieces (uscito in America del Nord il 26 maggio 2015) e Looney Tunes Parodies Collection (uscito il 4 febbraio 2020).

## Accoglienza
Nel 2010 il film fu selezionato per l'inclusione nel libro di Jerry Beck The 100 Greatest Looney Tunes Cartoons; in tale occasione il musicologo Daniel Goldmark scrisse che "potrebbe essere uno dei cartoni animati più accattivanti che la Warner Bros. abbia mai creato. La storia combina due temi che sono tanto popolari allora quanto lo sono adesso: un bambino che si stacca dai suoi genitori e la contestazione di chi insegue la promessa "dalle stalle alle stelle" degli spettacoli amatoriali." Beck è d'accordo: "Sebbene non sia così stravagante come gli ultimi lavori di Tex Avery, Mi piace cantare è ancora la metafora perfetta dei cambiamenti che questo grande regista apportò allo studio. Invece di seguire le rigide convenzioni dei cartoni animati, Tex insegnò ai suoi colleghi a fare di testa propria."

## Influenza culturale
Nel primo episodio della serie televisiva animata South Park, "Cartman si becca una sonda anale", Cartman e l'agente Barbrady vengono colpiti da un raggio alieno che li fa cantare e ballare "I Love to Singa" con la voce di Gufo Jolson.
Gufo Jolson appare in diversi livelli del videogioco Looney Tunes: Back in Action, cantando "I Love to Singa" tramite l'audio d'archivio.
L'episodio di The Looney Tunes Show "Alla conquista del gribbler" presenta un segmento Merrie Melodies in cui Gossamer suona il piano e canta "I Love to Singa" (con il nuovo audio cantato da Kwesi Boakye). Tuttavia, il testo fu modificato per rimuovere termini razzisti come "mammy".